# Сан Северино Лукано
Сан Северѝно Лука̀но (на италиански: San Severino Lucano) е село и община в Южна Италия, провинция Потенца, регион Базиликата. Разположено е на 877 m надморска височина. Населението на общината е 1628 души (към 2012 г.).